# Колискова (фільм, 1937)
«Колискова» (рос. Колыбельная) — неігровий пропагандистський фільм, знятий кінорежисером Дзиґою Вертовим. Картина вийшла восени 1937 року; через п'ять днів її без пояснення причин зняли з екранів та заборонили до показу.

## Історія фільму
Кінознавці, аналізуючи ранні версії сценарію, написані Дзиґою Вертовим у 1935—1936 роках, дійшли висновку, що початковий режисерський задум був далеким від підсумкового: у першому варіанті, званому «Дівчата двох світів», передбачалося порівняти долю жінок у радянському, дореволюційному та західному суспільствах. Режисерські замітки, за словами історика кіно Олександра Дерябіна, з одного боку, вражали екстравагантністю, з іншого — нагадували вигадливий колаж, у якому авторські знахідки були пов'язані з газетними штампами та уривками з радянських пісень: «З перших сторінок прямолінійність агітки змішується з ліричними інтонаціями, несподівано спливають епатажність ранніх вертівських маніфестів і, ймовірно, підсвідомі вертівські комплекси».
Перший сценарій цензори відхилили «через безглуздість», проте деякі закладені в ньому ідеї все-таки втілилися у фільмі «Колискова». Сама тема передбачала лояльність режиму, і преса заздалегідь готувала глядачів до нової стрічки: зокрема, газета «Известия» восени 1937 року повідомляла, що напередодні 20-ї річниці Жовтневого перевороту на екрани вийде фільм, що розповідає «про щасливу долю радянської жінки». «Колискова» справді вийшла у прокаті, проте через п'ять днів усі сеанси без пояснення причин було скасовано. Заборона стосувалася тільки картини і не поширювалася на пісню Данила та Дмитра Покрассів.
|  | Важко сказати, що саме не сподобалося Сталіну у фільмі Вертова. Можливо, це був перебір із візуальним рядом: у миготінні жіночих осіб та постатей присутність Сталіна наводить на двозначні аналогії. Вислів «батько народу» набуває тут зайвого буквалізму — будучи фактично єдиним чоловічим персонажем фільму (і в будь-якому разі — центральним персонажем), Сталін «з'являється лише у оточенні жінок, і кожна така поява змінюється кадром нової дитини — нової дівчинки». |

## Зміст
Фільм починається з титрів про те, що у всіх містах та селищах СРСР «звільнені жінки співають своїм дітям колискову пісню про щастя». Перша та друга частини картини — це ліричні фрагменти життя 1930-х років: породіллі у лікарняній палаті, немовлята у візках, діти в хороводі, школярі за партами, юна піаністка поруч із педагогом, учениці у хореографічній студії, жінки у полі, на заводі, під час стрибка з парашутом, у момент збирання винограду. Хроніку супроводжують короткі авторські ремарки: «Твої руки щасливі від того, що вони в роботі», «І ти летиш над світом» та інші.
У третю частину стрічки включені кадри, зняті під час офіційних заходів: Сталін та інші радянські вожді вітають делегатів Всесоюзної жіночої конференції; учасниця заходу з трибуни розповідає про значення 122-ї статті Конституції, яка дала жінкам «можливість вчитися, будувати та щасливо жити»; молода піонерка рапортує про те, які гуртки відвідують школярі. У фінальній частині фільму зображена кінохроніка, що розповідає про Громадянську війну в Іспанії, та показ навчальних польотів у Радянському Союзі.

## Відгуки та рецензії
Незважаючи на заборону, «Колискова» входила у сферу уваги кінознавців різних років. Так, один із докладних відгуків на картину з'явився під час «хрущовської відлиги»: автор книги «Дзиґа Вертов» (1962) Н. П. Абрамов зазначив, що фільм режисера-авангардиста є полемічним відгуком на кінодраму Девіда Ґріффіта «Нетерпимість». Абрамов назвав стрічку «піснею про матір» та виділив перші дві частини фільму: в них він побачив «шедеври звуко-зорового монтажу». Офіційну кінохроніку, що зосереджена в центральній частині фільму, та фінальні епізоди критик назвав менш вдалими: вони «тільки повторювали те, що вже було використано в „Трьох піснях про Леніна“».
Про те, що монтаж у «Колисковій» — щільний, насичений та «ритмічно чіткий», написав через двадцять років автор іншої книги про Вертова — Лев Рошаль. При цьому кінознавець припустив, що 1937 року Дзиґа наблизився у творчості до «граничного рубежу у створенні масовидних, свого роду оглядових картин життя країни загалом»; звідси — деяка незадоволеність режисера цією роботою.
Олександр Дерябін, досліджуючи різні варіанти вертівського сценарію, дійшов висновку, що в процесі роботи над «Колисковою» режисер намагався зламати деякі звичні стандарти, властиві кінодокументалістиці, та «естетизувати трагічне, що не піддається… людському розумінню». Олег Ковалов порівняв поетику «Колискової» з деякими кінематографічними прийомами Лєні Ріфеншталь та зазначив, що картина Вертова «здатна захопити і красою форми, і послідовністю, з якою вибудовується на екрані її відважна концепція».
|                | Мати, яка гойдала дитину в «Колисковій», від імені якої ніби йдеться виклад фільму, перетворюється в міру розвитку дії то на іспанську, то на українську, то на російську, то на узбецьку матір. Проте мати у фільмі як би одна. Образ матері тут розподіляється між кількома особами... Перед нами не мати, а Мати. |
| — Дзиґа Вертов | |